# Max Reinhardt
Max Reinhardt (Baden, 9 de setembro de 1873 — Nova Iorque, 30 de outubro de 1943) foi produtor e diretor de teatro austríaco que se tornou famoso por suas grandes produções.
Reinhardt nasceu em Baden, perto de Viena numa família judia. Seu nome de nascimento era Maximilian Goldmann. 
Fez experiências com diversas formas e estilos teatrais. Na montagem da pantomima religiosa O Milagre, reformou o interior de um teatro a fim de dar a impressão de uma catedral. Encenou também Sonho de uma noite de verão de Shakespeare, e mais tarde fez um filme baseado na peça
Em 1920, fundou o festival de teatro de Salzburgo, na Áustria. De origem judaica, quando os nazistas tomaram o poder, emigrou para os Estados Unidos da América, naturalizando-se cidadão estadunidense em 1940.